# Косьцерська-Гута
Косьцерська-Гута (пол. Kościerska Huta) — село в Польщі, у гміні Косьцежина Косьцерського повіту Поморського воєводства.
Населення — 395 осіб (2011).
У 1975-1998 роках село належало до Гданського воєводства.

## Демографія
Демографічна структура станом на 31 березня 2011 року:
|          | Загалом | Допрацездатний вік | Працездатний вік | Постпрацездатний вік |
| -------- | ------- | ------------------ | ---------------- | -------------------- |
| Чоловіки | 201     | 52                 | 135              | 14                   |
| Жінки    | 194     | 39                 | 125              | 30                   |
| Разом    | 395     | 91                 | 260              | 44                   |